# Aufruf zum Ausschluss der Russisch-Orthodoxen Kirche aus dem Ökumenischen Rat der Kirchen vom 23. Juli 2022
Der Aufruf zum Ausschluss der Russisch-Orthodoxen Kirche (ROK) aus dem Ökumenischen Rat der Kirchen (ÖRK) vom 23. Juli 2022 ist ein Aufruf an den Weltkirchenrat (ÖRK) von zumeist im kirchlichen bzw. religiösen Bereich tätigen christlichen Wissenschaftlern aus Osteuropa oder mit Osteuropabezug für eine Suspendierung der Mitgliedschaft der Russisch-Orthodoxen Kirche (ROK). Er wurde am 23. Juli 2022 veröffentlicht.

## Hergang
Der Aufruf war an den Ökumenischen Rat der Kirchen (ÖKR) mit Sitz in Genf gerichtet. Im deutschen Sprachraum wurde der Text zuerst auf der römisch-katholischen Website des Nachrichtendienstes Östliche Kirchen (NÖK) verbreitet.
Die Unterzeichner bezeichnen sich als „ein internationales Netzwerk von Wissenschaftlern und Wissenschaftlerinnen – Theologen / Theologinnen, Religionswissenschaftlern / Religionswissenschaftlerinnen, Historikern, Religionssoziologinnen –, die verschiedenen Konfessionen angehören (orthodox, römisch-katholisch, griechisch-katholisch, lutherisch, reformiert, anglikanisch, evangelikal) oder ohne religiöse Zugehörigkeit sind“, sie „verbindet eine tiefe Sorge um die tragische Situation in der Ukraine.“
Der Appell missbilligt das Verhalten des russisch-orthodoxen Patriarchen von Moskau und der ganzen Rus Kyrill, der den „ungerechten Krieg, den die Russische Föderation gegen die Ukraine führt“, mit „[s]einer schockierenden Verdrehung von Tatsachen und Werten“ rechtfertige.
Zuvor war auf Antrag der Synode der Evangelisch-reformierten Kirche der Schweiz im Zentralausschuss des Ökumenischen Rats der Kirchen die Suspendierung der Russisch-Orthodoxen Kirche geprüft worden, welche den Krieg theologisch zu rechtfertigen versucht und Kriegspropaganda betrieben habe.
Ein Verfahren war nicht eingeleitet worden.
Auf der 11. Vollversammlung (ihr Motto lautete: „Die Liebe Christi bewegt, versöhnt und eint die Welt“) des ÖRK bezeichnete der kommissarische ÖRK-Generalsekretär Ioan Sauca den Krieg als „klaffende Wunde in unserer Welt von heute“.
Auf der Website des Nachrichtendienstes Östliche Kirchen (NÖK) wurde am 7. Oktober 2022 ferner berichtet, dass das Oberhaupt der Russisch-Orthodoxen Kirche (ROK) den Soldaten, die in der Ukraine umkommen, die Vergebung ihrer Sünden in Aussicht gestellt habe.
Einem der Unterzeichner, dem emeritierten Vorsitzenden der Tschechischen Brüderkirche (Církev bratrská) Pavel Černý zufolge, glaube Patriarch Kyrill I. so wie Russlands Präsident Wladimir Putin an eine „abermalige Verbindung von Thron und Altar“, wobei sich im russisch-ukrainischen Krieg dieses „grauenhafte Bündnis in seiner ganzen Nacktheit“ zeige.
Als Stütze der ukrainischen Nation hatte sich nach dem russischen Überfall auf die Ukraine vor allem die Orthodoxe Kirche der Ukraine erwiesen. Kyrills ukrainischer Amtskollege Epiphanius hatte sich im Juni 2022 für Waffenlieferungen an sein Land ausgesprochen. Außerdem hatte Metropolit Epiphanius die orthodoxen Kirchenführungen anderer Länder bereits im April 2022 zum Bruch mit dem Moskauer Patriarchen aufgerufen. Durch seine Unterstützung des russischen Krieges gegen die Ukraine habe Kyrill „diejenigen, die ihm als ihrem Hirten vertrauten, in den Tod geführt“. „Niemand mit Blut an seinen Händen kann den Kelch oder den Hirtenstab halten“, so Epiphanius weiter.
Einer der Unterzeichner aus den Vereinigten Staaten beispielsweise war der Jesuit David Hollenbach von der Walsh School of Foreign Service und dem Berkley Center for Religion, Peace, and World Affairs, beide an der Georgetown University, der ältesten römisch-katholischen, von Jesuiten geleiteten, Universität in den USA. Von einer anderen US-amerikanischen Hochschule der Jesuiten, der Fordham University, unterzeichnete der russisch-orthodoxe Sergei Chapnin.

## Unterzeichner
Die größtenteils christlichen Unterzeichner (aus einem breiten Spektrum östlicher Kirchen) werden – ähnlich wie bei vergleichbaren Aufrufen – mit Titeln (im Original), Funktionen, Länderangaben und last not least (mit wenigen Ausnahmen und bisweilen unvollständig) Kirchenzugehörigkeit angegeben:
- Ivan Almes (Ukraine), Dozent, Ukrainische Katholische Universität, Lviv, Direktor des Ihor Skochylias Zentrums für religiöse Kultur, Kirchenzugehörigkeit: Orthodoxe Kirche der Ukraine.
- Riho Altnurme[16] (Estland), Professor für Kirchengeschichte, Fakultät für Theologie und Religionswissenschaften, Universität Tartu, Kirchenzugehörigkeit: Estnische Evangelisch-Lutherische Kirche.
- Pablo Argárate (Argentinien-Kanada/Österreich), Dekan, Theologische Fakultät, Universität Graz, Kirchenzugehörigkeit: Römisch-katholische Kirche.
- Nikolaos Asproulis (Griechenland), stellvertretender Direktor, Volos-Akademie für Theologische Studien, Kirchenzugehörigkeit: Orthodoxe Kirche von Griechenland.
- Anatolii Babynski (Ukraine), Kirchenhistoriker, Forschungsstipendiat, Ukrainische Katholische Universität, Lviv, Kirchenzugehörigkeit: Ukrainische griechisch-katholische Kirche.
- P. Petr Beneš (Tschechische Republik), Priester, Kirchenzugehörigkeit: Römisch-katholische Kirche.
- Tamás Béres (Ungarn), Leiter der Abteilung für Systematische Theologie, Lutherische Theologische Universität, Budapest, Kirchenzugehörigkeit: Evangelisch-Lutherische Kirche in Ungarn.
- Sergiy Berezhnoy (Ukraine), orthodoxer Priester, Dozent, Kiewer Orthodoxe Theologische Akademie, Kirchenzugehörigkeit: Orthodoxe Kirche der Ukraine.
- Reimund Bieringer (Deutschland / Belgien), ordentlicher Professor für Neues Testament, Katholische Universität Leuven, Kirchenzugehörigkeit: Römisch-katholische Kirche.
- Ionuț Biliuță (Rumänien), Historiker, Forscher, Gheorghe Șincai Institut für Sozio-humane Forschung / Rumänische Akademie, Târgu Mureș, Forschungsstipendiat am Polnischen Institut für Höhere Studien, Kirchenzugehörigkeit: Rumänisch-Orthodoxe Kirche.
- Ionuț Blidar (Rumänien), SThD (Pontificia Academia Mariana Internationalis), griechisch-katholischer Priester, Timișoara, religiöse Zugehörigkeit: Griechisch-katholische Kirche Rumäniens.
- Oleksandr Brodetskyi (Ukraine), Religionswissenschaftler, Dozent, Fachbereich Philosophie und Kulturwissenschaften, Jurij Fedkowytsch Nationale Universität Czernowitz, Kirchenzugehörigkeit: Orthodoxe Kirche der Ukraine.
- José Casanova (Vereinigte Staaten), emeritierter Professor für Soziologie, Theologie und Religionswissenschaften, Georgetown University, Washington DC, Senior Fellow, Berkley Center for Religion, Peace, and World Affairs, Kirchenzugehörigkeit: Römisch-katholische Kirche.
- Pavel Černý (Tschechische Republik), Dozent für Praktische Theologie und Missiologie, Evangelisch-Theologisches Seminar in Prag, emeritierter Vorsitzender der evangelischen Brüderkirche, emeritierter Vorsitzender des Ökumenischen Rats der Kirchen in der Tschechischen Republik, Kirchenzugehörigkeit: Die Brüderkirche in der Tschechischen Republik.
- Sergei Chapnin (Russland / Vereinigte Staaten), Senior Fellow, The Orthodox Christian Studies Center, Fordham University, Kirchenzugehörigkeit: Russisch-Orthodoxe Kirche.
- Lukas de la Vega Nose PhD (Tschechische Republik), Karlsuniversität Prag, Hussitische Theologische Fakultät, Fachbereich Religionswissenschaften, Kirchenzugehörigkeit: Chiesa Evangelica Valdese.
- Peter De Mey (Belgien), Professor für Ekklesiologie und Ökumene, Prodekan für internationale Beziehungen, Katholische Universität Leuven, Kirchenzugehörigkeit: Römisch-katholische Kirche.
- Johan de Tavernier (Belgien), Ordentlicher Professor für Theologische Ethik, Dekan der Fakultät für Theologie und Religionswissenschaft, Katholische Universität Leuven, Kirchenzugehörigkeit: Römisch-katholische Kirche.
- Mychajlo Dymyd (Ukraine / Belgien), Doktor des Kirchenrechts, Protopresbyter, Professor, Ukrainische Katholische Universität, Lviv, Kirchenzugehörigkeit: Ukrainische griechisch-katholische Kirche.
- Ovidiu Druhora (Rumänien / Vereinigte Staaten), Bischof, Church of God (Cleveland, TN), außerordentlicher Professor an der Aurel Vlaicu Universität in Arad, Rumänien.
- Erzpriester Andriy Dudchenko (Ukraine), Dozent, Orthodoxe Theologische Academie Kyiv, Kirchenzugehörigkeit: Orthodoxe Kirche der Ukraine.
- ThD Jan A. Dus (Tschechische Republik), Assistenzprofessor an der Karlsuniversität in Prag, Kirchenzugehörigkeit: Evangelische Kirche der Böhmischen Brüder.
- Protopresbyter Vitaliy Eismonth (Ukraine), Magister der Theologie, Oberpriester, Beyeve, Diözese Sumy der Orthodoxen Kirche der Ukraine.
- Massimo Faggioli (Vereinigte Staaten), Professor für Historische Theologie, Villanova University, Department of Theology and Religious Studies, Villanova, PA, Kirchenzugehörigkeit: Römisch-katholische Kirche.
- Michael Fieger (Schweiz), Professor für Altes Testament, Forschungsdekan, Theologische Hochschule Chur, Kirchenzugehörigkeit: Römisch-katholische Kirche.
- David Frýdl (Tschechische Republik), Pfarrer, Tschechoslowakische Hussitische Kirche.
- Liudmyla Fylypovych (Ukraine), Religionswissenschaftlerin, Abteilung für Religionswissenschaften, Philosophisches Institut der Nationalen Akademie der Wissenschaften der Ukraine, Kirchenzugehörigkeit: Orthodoxe Kirche der Ukraine.
- Paul L. Gavrilyuk (Ukraine / Vereinigte Staaten), Professor, Lehrstuhl für Theologie und Philosophie, Universität St. Thomas Aquinas, St. Paul, MN, Präsident der Internationalen Orthodoxen Theologischen Vereinigung, Kirchenzugehörigkeit: Orthodoxe Kirche in Amerika.
- Diakon Dr. Mihai-Iulian Grobnicu (Rumänien), Eparchialinspektor, Orthodoxe Diözese Bukarest, Kirchenzugehörigkeit: Rumänisch-Orthodoxe Kirche.
- Hans-Peter Großhans (Deutschland), Universitätsprofessor für Systematische und Ökumenische Theologie, Evangelisch-Theologische Fakultät, Universität Münster, Kirchenzugehörigkeit: Evangelische Kirche von Westfalen.
- Metropolit Borys Gudziak (Vereinigte Staaten), ukrainisch-katholischer Erzbischof von Philadelphia, Erzbistum Philadelphia für ukrainische Katholiken in den Vereinigten Staaten, Kirchenzugehörigkeit: Ukrainische griechisch-katholische Kirche.
- Ondřej Halama (Tschechische Republik), Pfarrer, Kirchenzugehörigkeit: Evangelische Kirche der Böhmischen Brüder.
- Tomáš Halík (Tschechische Republik), Präsident der Tschechischen Christlichen Akademie, Kirchenzugehörigkeit: Römisch-katholische Kirche.
- Petr Hlaváček (Tschechische Republik), Dozent, Karls-Universität Prag, Tschechische Akademie der Wissenschaften, Kirchenzugehörigkeit: Die Evangelische Kirche Augsburgischen Bekenntnisses in der Tschechischen Republik.
- David Hollenbach (Vereinigte Staaten), Professor für Theologische Ethik, Pedro Arrupe Distinguished Professor, Walsh School of Foreign Service, und Senior Fellow, Berkley Center for Religion, Peace, and World Affairs, Georgetown University, Washington DC, Kirchenzugehörigkeit: Römisch-katholische Kirche.
- Iryna Horokholinska (Ukraine), Theologin und Religionswissenschaftlerin, außerordentliche Professorin am Fachbereich für Philosophie und Kulturwissenschaften der Jurij Fedkowytsch-Nationaluniversität Czernowitz, Kirchenzugehörigkeit: Orthodox.
- Mariya Horyacha (Ukraine), Professorin an der Ukrainischen Katholischen Universität, Lviv, Kirchenzugehörigkeit: Ukrainische griechisch-katholische Kirche.
- Cyril Hovorun (Ukraine), Professor für Ekklesiologie, internationale Beziehungen und Ökumene am University College Stockholm.
- Vít Hušek (Tschechische Republik), ThD, Dozent für Theologie, Palacký-Universität Olomouc, Kirchenzugehörigkeit: Römisch-katholische Kirche.
- Tetiana Kalenychenko (Ukraine), Religionssoziologin, Friedensstifterin, Initiative „Dialog in Aktion“, Ukraine.
- Georgi Kapriev (Bulgarien), Professor, St. Kliment Ohridski Universität Sofia, Kirchenzugehörigkeit: Bulgarisch-Orthodoxe Kirche.
- Christos Karakolis (Griechenland), Professor für Neues Testament, Nationale und Kapodistrias-Universität Athen, Kirchenzugehörigkeit: Orthodoxe Kirche von Griechenland.
- Lenka Karfikova (Tschechische Republik), Professorin für Philosophie, Karls-Universität Prag, Kirchenzugehörigkeit: Römisch-katholische Kirche.
- Borys Khersonskyi (Ukraine / Italien), M.D., Ph.D., Rektor, Kiewer Institut für zeitgenössische Psychologie und Psychotherapie, Kirchenzugehörigkeit: Orthodoxe Kirche der Ukraine.
- Taras Khomych (Ukraine), Senior Lecturer in Theologie, Liverpool Hope University, griechisch-katholischer Priester, Kirchenzugehörigkeit: Ukrainische griechisch-katholische Kirche.
- Wolfram Kinzig (Germany), Professor, Evangelisch-Theologische Fakultät, Universität Bonn, Kirchenzugehörigkeit: Evangelische Kirche im Rheinland.
- Katharina Kunter (Deutschland), Professorin für Kirchengeschichte an der Universität Helsinki, Theologische Fakultät, Finnland, Kirchenzugehörigkeit: Evangelische Kirche in Deutschland.
- Dominika Kurek-Chomycz (Polen / Vereinigtes Königreich), Hauptdozentin für neutestamentliche Studien, Liverpool Hope University, Kirchenzugehörigkeit: Ukrainische griechisch-katholische Kirche.
- Taras Kurylets (Ukraine), Lizentiat in Theologie, Projektleiter, Institut für Ökumenische Studien der Ukrainischen Katholischen Universität, Lviv, Kirchenzugehörigkeit: Ukrainische griechisch-katholische Kirche.
- Oleg Kyselov (Ukraine / USA), Religionswissenschaftler, Workshop for the Academic Study of Religions.
- Mykola Lahodych (Ukraine), Erzpriester der Orthodoxen Kirche der Ukraine, Kandidat der Historischen Wissenschaften, Kandidat der Theologischen Wissenschaften, Außerordentlicher Professor der Jurij Fedkowytsch Czernowitzer Nationalen Universität, Fachbereich Philosophie und Kulturwissenschaften, Kirchenzugehörigkeit: Orthodoxe Kirche der Ukraine.
- Lehel Lészai (Rumänien), Dozent für Neues Testament, Babeș-Bolyai Universität, Fakultät für Reformierte Theologie und Musik, Direktor des Zentrums für Biblische Studien, Cluj, Rumänien, Kirchenzugehörigkeit: Reformierte Kirche.
- Erzpriester Andrew Louth (Vereinigtes Königreich), Professor Emeritus, Durham University, Rektor Emeritus der orthodoxen Gemeinde in Durham, Kirchenzugehörigkeit: Russisch-Orthodoxe Kirche (Moskauer Patriarchat).
- Viacheslav Lytvynenko (Tschechische Republik), Forschungsprofessor, Karls-Universität Prag, Kirchenzugehörigkeit: Protestant.
- Dănuţ Mănăstireanu (Rumänien / Großbritannien, Schottland), wissenschaftlicher Mitarbeiter am Institut für Orthodoxe Christliche Studien der Universität Cambridge, Anglikanische Gemeinschaft.
- Marcell Mártonffy (Ungarn), Dozent an der Andrássy Universität Budapest, Chefredakteur der katholischen Zeitschrift Mérleg, Kirchenzugehörigkeit: Römisch-katholische Kirche.
- András Máté-Tóth (Ungarn), Religionswissenschaftler, Universität Szeged, Philosophische Fakultät, Fachbereich Religionswissenschaften, Szeged, Römisch-katholische Kirche.
- Miklós Mitrovits (Ungarn), Historiker, assoziierter wissenschaftlicher Mitarbeiter am Forschungszentrum für Geisteswissenschaften (Institut für Geschichte) der Ungarischen Akademie der Wissenschaften, Budapest.
- Francesca Murphy (United Kingdom / United States), Professor, University of Notre Dame, Notre Dame, IN, Kirchenzugehörigkeit: Römisch-katholische Kirche.
- Thomas Mark Németh (Österreich), Professor, Institut für Historische Theologie, Fachbereich Theologie und Geschichte des christlichen Ostens, Katholisch-Theologische Fakultät Universität Wien, Kirchenzugehörigkeit: Ukrainische griechisch-katholische Kirche.
- Tobias Nicklas (Deutschland), Professor für Neues Testament, Universität Regensburg, Kirchenzugehörigkeit: Römisch-katholische Kirche.
- Jorunn Økland (Norwegen / Griechenland), Professorin für Gender Studies und Theologie, Universität Oslo, Norwegisches Institut in Athen, Kirchenzugehörigkeit: Kirche von Norwegen.
- Halyna Pastushuk (Ukraine / Polen), Professorin der Theologischen Fakultät der Ukrainischen Katholischen Universität (Lviv), Sprachwissenschaftlerin, Kirchenzugehörigkeit: Ukrainische griechisch-katholische Kirche.
- Paul Silas Peterson (Deutschland), Universität Tübingen, Universität Hohenheim, Kirchenzugehörigkeit: Evangelische Landeskirche in Württemberg (Gliedkirche der EKD, Evangelische Kirche in Deutschland).
- Peter Phan (Vereinigte Staaten), Professor, The Ignacio Ellacuría Chair of Catholic Thought, Georgetown University, Washington, DC, Kirchenzugehörigkeit: Römisch-katholische Kirche.
- Simon Podmore (Vereinigtes Königreich), Dozent für Theologie, Liverpool Hope University, Kirchenzugehörigkeit: Kirche von England.
- Didier Pollefeyt (Belgien), Ordentlicher Professor, Katholische Universität Leuven, Dekan der Fakultät für Theologie und Religionswissenschaften, Kirchenzugehörigkeit: Römisch-katholische Kirche.
- Jan Roskovec (Tschechische Republik), Dozent für Neues Testament und Dekan der Evangelisch-Theologischen Fakultät der Karls-Universität Prag, Kirchenzugehörigkeit: Evangelische Kirche der Böhmischen Brüder.
- Joel Ruml (Tschechische Republik), Pfarrer und emeritierter Moderator der Evangelischen Kirche der Böhmischen Brüder, emeritierter Präsident des Ökumenischen Rates der Kirchen in der Tschechischen Republik, Kirchenzugehörigkeit: Evangelische Kirche der Böhmischen Brüder.
- Steven Shakespeare (Vereinigtes Königreich), Professor für Philosophie, Liverpool Hope University, Kirchenzugehörigkeit: Church of England.
- Konstantin Sigov (Ukraine), Professor, Universität „Kyiv-Mohyla Academy“ 2, Skovoroda Street, Kyiv, Direktor des European Humanities Research Center und der Forschungs- und Verlagsgesellschaft „Dukh i Litera“ (Geist und Buchstabe), Kirchenzugehörigkeit: Orthodoxe Kirche der Ukraine.
- Andrii Smyrnov (Ukraine), Professor, Abteilung für Geschichte, Nationale Universität Ostroh Akademie, Kirchenzugehörigkeit: Orthodoxe Kirche der Ukraine.
- Pavlo Smytsnyuk (Ukraine), Dozent an der Philosophisch-Theologischen Fakultät und Direktor des Instituts für Ökumenische Studien der Ukrainischen Katholischen Universität, Lviv, Kirchenzugehörigkeit: Ukrainische griechisch-katholische Kirche.
- Timothy Snyder (Vereinigte Staaten), Historiker, Richard C. Levin Professor für Geschichte und Globale Angelegenheiten, Yale University.
- Dariya Syroyid (Ukraine), Dozentin, Ukrainische Katholische Universität, Lviv, Kirchenzugehörigkeit: Ukrainische griechisch-katholische Kirche.
- Wilhelm Tauwinkl (Rumänien), Dozent für Dogmatische Theologie, Universität Bukarest, Fakultät für römisch-katholische Theologie, Kirchenzugehörigkeit: Römisch-katholische Kirche.
- Stefan Tobler (Schweiz / Rumänien), Professor für Systematische Theologie, Lucian-Blaga-Universität, Sibiu, Kirchenzugehörigkeit: Evangelische Kirche A.B. in Rumänien.
- Ekaterini Tsalampouni (Griechenland), Dozentin für Neues Testament, Theologische Fakultät, Aristoteles-Universität Thessaloniki, Kirchenzugehörigkeit: Griechisch-orthodoxe Kirche.
- Lucian Turcescu (Rumänien / Kanada), Professor für Historische Theologie, Concordia University, Montreal, Kirchenzugehörigkeit: Rumänisch-Orthodoxe Kirche.
- Volodymyr Vakin (Ukraine), Rektor, Orthodoxe Theologische Akademie Volyn, Kirchenzugehörigkeit: Orthodoxe Kirche der Ukraine.
- Sándor Béla Visky (Rumänien), Professor für Systematische Theologie, Protestantisch-Theologisches Institut in Cluj-Napoca, Ungarische Reformierte Kirche in Rumänien.
- Gayle Woloschak (Vereinigte Staaten), Professorin, Northwestern University School of Medicine, Kirchenzugehörigkeit: Ukrainisch-Orthodoxe Kirche der USA.
- Pawel Wroblewski (Polen), Assistenzprofessor an der Universität Breslau, Leiter des Zentrums für Prädiktive Forschung über Religiöse Veränderungen, stellvertretender Direktor des Instituts für Philosophie, Kirchenzugehörigkeit: Orthodoxe Kirche.
- Korinna Zamfir (Rumänien), Professorin für Neues Testament und Ökumenische Theologie, Babeș-Bolyai-Universität, Fakultät für römisch-katholische Theologie, Zentrum für Biblische Studien, Cluj, Kirchenzugehörigkeit: Römisch-katholische Kirche.
- Roman Zaviyskyy (Ukraine), Präsident des ukrainischen Sektion der Europäischen Gesellschaft für Katholische Theologie, Kirchenzugehörigkeit: Ukrainische griechisch-katholische Kirche.
- Regula Zwahlen (Schweiz / Deutschland), Wissenschaftliche Leiterin, Forschungsstelle Sergij Bulgakov am Institut für Ökumenische Studien der Universität Freiburg; Institut G2W (Zürich), Redakteurin, Kirchenzugehörigkeit: Evangelisch-reformiert.

An weiteren Intellektuellen und Nachwuchswissenschaftlern, die den Aufruf unterstützen, werden genannt:
- Martin Boukal (Tschechische Republik), Doktorand, Karls-Universität, Katholisch-Theologische Fakultät, Mitglied des Akademischen Senats der Universität, Kirchenzugehörigkeit: Römisch-katholische Kirche.
- Mikes Frantisek (Tschechische Republik), ThLic, PhD, Doktorand, Karls-Universität Prag, Kirchenzugehörigkeit: Römisch-katholische Kirche.
- Vladimír Komárek (Tschechische Republik), Techniker, Kirchenzugehörigkeit: Römisch-katholische Kirche.
- Václav Křeček (Tschechische Republik), Kirchenzugehörigkeit: Römisch-katholische Kirche.
- Pavel Kulich (Tschechische Republik), Veterinärmedizinisches Forschungsinstitut, Kirchenzugehörigkeit: Römisch-katholische Kirche.
- Petr Pazdera Payne (Tschechische Republik), Prediger, Kirchenzugehörigkeit: Evangelische Kirche der Böhmischen Brüder.
- Václav Peňáz (Tschechische Republik), MUDr., Arzt, Krankenhaus von Třebíč, Kirchenzugehörigkeit: Evangelische Kirche der Böhmischen Brüder.
- Tomáš Píšek (Tschechische Republik / Slowakei), IT-Analyst, Kirchenzugehörigkeit: Römisch-katholische Kirche.
- Ksenija Uholyeva (Ukraine / Tschechische Republik), Mgr., Ph.D., Psychologin, Kirchenzugehörigkeit: Ukrainische griechisch-katholische Kirche.
- Pavel Zatloukal (Tschechische Republik), Kunsthistoriker.